# Football Club Chiasso
Maillots
Le Football Club Chiasso est un club de football de la ville de Chiasso en Suisse.
Fondé en 1905, c'est le plus grand club sportif de la ville à laquelle il appartient : il compte en effet 28 participations au plus haut championnat suisse, dans ses différentes formules et appellations. Il a également remporté deux fois la D2 et cinq fois la D3. Pendant quelque temps, il a également joué dans les ligues italiennes de football.
Le 27 janvier 2023, à la suite de graves défauts économiques et formels, la branche professionnelle du club (représentée par la société F.C. Chiasso 2005 S.A.) a été déclarée en faillite, devant donc se retirer du championnat de 3e division. Les activités immédiates se sont donc poursuivies avec uniquement la section junior, géré par la partie associative du FC Chiasso, qui, en vertu de son statut, reprend la propriété de la marque et des armoiries de l'entreprise et, par la suite, récupère les actifs au mois d'avril. La section professionnelle a du cesser d'être une société anonyme, donnant une continuité à la tradition sportive des Rossoblù.
Lors de la saison 2023-2024, l'équipe première reconstituée des Rossoblu joue dans le groupe 1 de la Quatrième Ligue, huitième division du championnat suisse de football.

## Histoire

### Les débuts
Le club a été fondé le 16 octobre 1905 par une association très populaire à l'époque: le Grotto del Carlino. Les sponsors d'alors étaient Felix Regli et César Chiesa, employés aux services télégraphiques des chemins de fer suisses, auxquels s'ajoutaient Angelo Somaglino et Romeo Sorio des chemins de fer italiens. Dès ses premières années d'existence le club se fait remarquer par son activité, en particulier l'organisation de la coupe Chiasso, un tournoi qui se déroula entre 1906 et 1908 avec les moyens du bord. Le tournoi accueillait des équipes du Tessin et de Milan. Les trois tournois ont été remportés par l'AC Milan. En 1908, les rossoneri (l'équipe du AC Milan) affrontèrent en finale les « noirs et bleus » de l'Inter de Milan, ce qui fut considéré comme le premier derby de l'histoire entre les deux équipes. Le 23 octobre 1910 se disputa la première rencontre du championnat suisse sur le sol tessinois : l'équipe du FC Lugano l'emporte 3 à 1. À noter que les équipes de Chiasso et Lugano furent les deux premières à intégrer la fédération suisse où elles arrivèrent en série C, le troisième et plus bas niveau dans la hiérarchie du football suisse. Le 12 mars 1911 le stade de la rue Brogeda est inauguré; il sera connu sous le nom de stade de la rue Comacini (nom utilisé à partir des années trente à la suite du changement de nom de la rue). C'est également en 1911 que les couleurs de l'équipe sont choisies : le rouge et le bleu.

### La période italienne
En 1913, trouvant l'activité du football suisse trop faible, le club décide de s'inscrire dans le championnat italien. Ce ne fut pas une entreprise facile pour les dirigeants de l'époque mais grâce à l'appui d'un des plus illustres personnages du football de la province voisine de Lombardie, l'avocat Giovanni Mauro, président du comité régional lombard de la Fédération italienne de football (FIGC), un accord fut trouvé. En mai 1914, le club de Chiasso joue deux matchs contre les deux premiers de la série « promotion » (la seconde division) afin de déterminer la division dans laquelle le club jouera la saison suivante. Sur le stade Mornello de la commune de Maslianico (où seront joués tous les matchs de cette période italienne), les rouges et bleus battent l'US Cremonese et le Savoia Milano. Grâce à ces victoires, Chiasso intégra la « première catégorie » (la série A de l'époque). La parenthèse italienne dura jusqu'en 1923, date à laquelle le club décida de réintégrer les rangs de la fédération suisse.

### Le retour en Suisse et la première promotion en série A
Le 12 juin 1927, Chiasso bat le Veltheim Winterthur à Zurich par 5 buts à 1 et obtient sa première promotion dans la plus prestigieuse division helvétique. L'équipe de l'époque était dirigée par son capitaine et entraineur Egildo Raimondi. Elle comprenait Tullio Grassi et Giovanni « Nino » Lupi qui furent les premiers rouges et bleus à revêtir le maillot de l'équipe de Suisse. Ils firent leurs débuts dans l'équipe suisse le 6 octobre 1929 à Prague dans un match contre la Tchécoslovaquie (gagné 5 à 0 par cette dernière). En 1931, à cause d'une réduction du nombre d'équipes dans la série A, le club est rétrogradé. Cet épisode influa notoirement sur le moral de la ville. Le club retrouvera l'élite suisse seulement en 1948.

### Les années d'or
Impatient de récupérer le temps perdu, Chiasso réalisa des performances impressionnantes dans les années qui suivirent son retour en série A. Ils furent plusieurs fois à un doigt de remporter le titre: quatrième pendant la saison 1949-1950, second en 1950-1951, troisième en 1951-1952, cinquième en 1952-1953, et à nouveau troisième en 1957-1958, saison au cours de laquelle il remporta - l'inutile mais significatif - titre de champion d'hiver. Les supporters rouges et bleus se rappellent sans difficulté les joueurs de l'époque : Ferdinando « Puci » Riva, Francesco Chiesa, Aldo Binda, Caio Nessi, Francesco Bianchi, Ivano Boldini, et bien d'autres. Puci Riva et Francesco Chiesa intégrèrent plusieurs fois l'équipe nationale suisse. Leur stade (le Comacini) fut plusieurs fois pris d'assaut par les supporters. Le président d'alors était Luciano Pagani.

### Le yoyo entre séries A et B
Au début des années 1960, le club commence à décliner en alternant entre les séries A et B. Rétrogradé en 1961, il remonte l'année d'après. Il retombe en série B en 1965 et remonte en A en 1972, à nouveau suivi par une retombée deux ans plus tard. En 1969 le nouveau stade communal est inauguré. En 1978 le président Ernesto Parli tente un nouveau redressement. Des joueurs célèbres arrivent, tels que Altafini, Cappellini, Michaelsen, Prosperi, Luttrop et Lussana. La remontée arrive en 1978, mais bien vite l'enthousiasme retombe et une série de mauvais résultats font rechuter le club en série B en 1982. La tête dirigeante du club est remplacée. Bruno Bernasconi arrive à la présidence et réussit à ramener les rouges et bleus en A à la fin de la saison suivante. Au cours de ces années, trois joueurs de formation locale se distinguent : Marco Bernaschina (il disputa deux matchs avec l'équipe nationale et gagna le championnat suisse avec Lucerne), Walter Pellegrini (il se distingua dans les coupes européennes sous le maillot de Neuchâtel Xamax) et Vittorio Bevilacqua (qui approcha le club de Servette). 1984 coïncide avec la énième rétrogradation. La dernière remontée dans la plus haute catégorie date du 30 mai 1992 (avec le président Roberto « Jimmy » Pagani, et l'entraineur Claude « Didi » Andrey). L'année suivante, le club descend en série B suivi de la descente, après 47 ans dans la ligue nationale, dans la 1re ligue.

### Années récentes
Les années qui suivirent ne furent pas heureuses pour les rouges et bleus : deux promotions de suite en Challenge League suivies d'une descente en 1re ligue. En 2003, le club fait sa dernière remontée dans la nouvelle Challenge League. Avec Marco Grassi (qui eut une carrière prestigieuse de footballeur en jouant 31 fois pour l'équipe nationale suisse, imposant notamment sa présence physique lors de nombreuses rencontres du championnat de France de Division 1) à la présidence et Paul Schönwetter (qui a pris la suite de Roberto Galia en avril 2005) en qualité d'entraineur, l'équipe de Chiasso a failli remonter dans la plus haute division (la Super League) à deux reprises. Sous l'impulsion de Marco Grassi, le club nourrit de sérieuses ambitions, comme le prouve le recrutement de l'ancien international italien, Gianluca Zambrotta. Le 27 novembre 2013, Komornicki est démis de ses fonctions et Zambrotta devient entraîneur-joueur du FC Chiasso,. À l'issue de la saison 2013-2014, Zambrotta met un terme à sa carrière de joueur pour son consacrer uniquement à son poste d'entraîneur avec Chiasso. À la suite de mauvais résultats, il est démis de ses fonctions en avril 2015. Le 10 septembre 2019, l'ancien international suisse Philippe Senderos s'engage avec le club.
Le 27 janvier 2023, à la suite de graves manquements économiques et formels, la branche professionnelle du club (représentée par la société FC Chiasso 2005 SA) a été déclarée en faillite. Le 14 février 2023, la faillite de la SA du club est officialisé

## Palmarès
- Championnat de Suisse
  - Vice-champion : 1951

## Personnalités du club

### Entraîneurs
Liste des entraîneurs entre 2006 et 2022 :
- 2006-2007 :  Attilio Lombardo (juillet-juin)
- 2007-2007 :  Christian Zermatten (juillet-août)
- 2007-2008 :  Raimondo Ponte (septembre-mai)
- 2008-2009 :  Giovanni Dellacasa (août-juin)
- 2009-2012 :  Raimondo Ponte (août-mai)
- 2012-2013 :  Livio Bordoli (juillet-juin)
- 2013-2013 :  Ernestino Ramella (juin-août)
- 2013-2013 :  Ryszard Komornicki (août-novembre)
- 2013-2015 :  Gianluca Zambrotta (novembre-avril)
- 2015-2015 :  Marco Schällibaum (avril-octobre)
- 2015-2016 :  Giancarlo Camolese (octobre-mai)
- 2016-2017 :  Giuseppe Scienza (juillet-avril)
- 2017-2017 :  Baldassarre Raineri (avril-juin)
- 2017-2018 :  Guillermo Abascal (juillet-avril)
- 2018-2018 :  Baldassarre Raineri (avril-juin)
- 2018-2018 :  Alessandro Mangiarratti (juillet-septembre)
- 2018-2019 :  Andrea Manzo (octobre-juin)
- 2019-2019 :  Stefano Maccoppi (juillet-septembre)
- 2019-2020 :  Alessandro Lupi (en) (septembre-août)
- 2020-2020 :  Giovanni Zichella (août)
- 2020-2021 :  Baldassarre Raineri (août-octobre)
- 2021-2022 :  Andrea Vitali (octobre-juin)
- 2022-2022 :  Luigi Tirapelle (août-novembre)

### Joueurs célèbres
- Otto Pfister
- Hans-Jürgen Ferdinand
- José Altafini
- Paulo Vogt
- Raffael
- Marco Grassi
- Ferdinando Riva
- Philippe Fargeon
- Gianluca Zambrotta
- Mouhcine Iajour
- Philippe Senderos